# Матч звёзд КХЛ 2020
12-й матч всех звёзд Континентальной хоккейной лиги прошёл 19 января 2020 года в городе Москва, на домашнем стадионе Динамо ВТБ Арена-Парк . Матч звёзд прошёл в Москве в третий раз.

## Формат
Матч звёзд проходит в формате мини-турнира 3 на 3. Играют 4 дивизиона: Харламова, Боброва, Тарасова и Чернышева. На полуфинальной стадии турнира встречаются два дивизиона. Победители каждого матча встречаются в финале для определения победителя турнира. Проигравшие команды встречаются в матче за 3-е место. Продолжительность каждого матча 20 минут. По истечении 10 минут каждого матча, команды меняются воротами. При ничейном счёте после 20 минут победитель определяется в серии буллитов без овертайма.

## Предшествующие события

### Борьба за проведение
11 июля КХЛ объявила о том, что «Неделя Звёзд — 2020» состоится в Москве. Москва выбрана по итогам работы специальной комиссии КХЛ, которая оценивает город-кандидат по 32 критериям — от инфраструктуры объекта и города до участия в проведении Недели Звезд городских и региональных властей, софинансирование ими мероприятия.
КХЛ рассматривала несколько городов-кандидатов, среди которых Санкт-Петербург, Хельсинки, Ярославль, Новосибирск, Магнитогорск, Владивосток. Москва наиболее полно соответствует критериям КХЛ — от места проведения (ВТБ Арена — новейший спортивный объект Москвы) до полной поддержки городской администрации.

### Логотип
3 октября Континентальная хоккейная лига представила фирменный стиль Недели звезд 2020 года, до старта которой осталось 100 дней. «Структура логотипа Недели звезд хоккея 2020 проста и лаконична. Эмблема представляет собой щит, в верхней части которого изображено несколько стилизованных бойниц — в этом элементе сразу угадывается часть стены Московского кремля. Вместе с тем форма бойниц напоминает литеру „М“, первую в названии города „Москва/Moscow“. Основная надпись All Star исполнена оригинальным шрифтом в стилистике осовремененной и переосмысленной ижицы.
Основным цветом фирменного стиля Недели звезд хоккея стал красный — цвет флага и герба Москвы. В основу паттерна легла стилизованная „М“: в прямых углах литеры угадывается логотип московского метро, а в оригинальном и ярком узоре удачно сочетаются орнамент куполов храма Василия Блаженного и облик современной архитектуры Москвы-Сити».

### Форма
Континентальная хоккейная лига (КХЛ) представила форму на Матч звезд в рамках Недель Звезд хоккея 2020 года. Экипировка выполнена в четырёх цветах — красный, белый, синий и жёлтый.
Визуальный стиль Недель Звезд КХЛ основывается на цветовой палитре принимающего региона. Цвета, используемые в символике Москвы — гербе и знамени столицы, стали цветовой основой комплектов формы ФОНБЕТ Недели Звезд Хоккея.
Четыре цветовых вариации формы подготовлены для четырёх дивизионов КХЛ, в каждой из них преобладает один из цветов фирменного стиля мероприятия — красный, белый, синий или жёлтый.

Игроки дивизиона Боброва — домашнего на столичном звездном матче — выйдут на лед в красной форме. Экипировка дивизиона Тарасова — белая. Форма игроков дивизиона Чернышева — синяя. А форма сборной дивизиона Харламова жёлтого цвета.

### Билеты
12 ноября начались продажи билетов для держателей карт MasterCard. 18 ноября стартовали продажи для всех желающих.

### Голосование болельщиков
Голосование болельщиков по выбору вратаря, защитника и нападающего каждого дивизиона продлилось с 18 ноября по 1 декабря. Голосование СМИ, которые выбрали одного нападающего, одного защитника и одного голкипера, проходило со 2 по 9 декабря. Затем спортивный департамент лиги выбрал по 4 игрока в каждую команду. По итогам трёх этапов определились 44 хоккеиста, фамилии которых Лига официально объявила 19 декабря, ровно за месяц до начала Матча Звезд. Оставшимися четырьмя его участниками традиционно станут лучшие хоккеисты по итогам Кубка Вызова МХЛ.
| Дивизион Харламова | Дивизион Харламова | Дивизион Харламова | Дивизион Харламова |
| ------------------ | ------------------ | ------------------ | ------------------ |
| Вратарь            |                    |                    |                    |
| Голосов            | Страна             | Имя                | Клуб               |
| 1111               | Россия             | Василий Кошечкин   | Металлург Мг       |
| Защитники          |                    |                    |                    |
| Голосов            | Страна             | Имя                | Клуб               |
| 912                | Беларусь           | Кристиан Хенкель   | Ак Барс            |
| Нападающие         |                    |                    |                    |
| Голосов            | Страна             | Имя                | Клуб               |
| 938                | Канада             | Найджел Доус       | Автомобилист       |

| Дивизион Чернышева | Дивизион Чернышева | Дивизион Чернышева | Дивизион Чернышева |
| ------------------ | ------------------ | ------------------ | ------------------ |
| Вратарь            |                    |                    |                    |
| Голосов            | Страна             | Имя                | Клуб               |
| 3425               | Финляндия          | Юха Метсола        | Салават Юлаев      |
| Защитники          |                    |                    |                    |
| Голосов            | Страна             | Имя                | Клуб               |
| 2521               | Россия             | Вячеслав Войнов    | Авангард           |
| Нападающие         |                    |                    |                    |
| Голосов            | Страна             | Имя                | Клуб               |
| 1196               | Россия             | Кирилл Семёнов     | Авангард           |

| Дивизион Боброва | Дивизион Боброва | Дивизион Боброва | Дивизион Боброва |
| ---------------- | ---------------- | ---------------- | ---------------- |
| Вратарь          |                  |                  |                  |
| Голосов          | Страна           | Имя              | Клуб             |
| 1634             | Словакия         | Юлиус Гудачек    | Спартак          |
| Защитники        |                  |                  |                  |
| Голосов          | Страна           | Имя              | Клуб             |
| 1090             | Финляндия        | Юусо Хиетанен    | Динамо Мск       |
| Нападающие       |                  |                  |                  |
| Голосов          | Страна           | Имя              | Клуб             |
| 1761             | Россия           | Вадим Шипачёв    | Динамо Мск       |

| Дивизион Тарасова | Дивизион Тарасова | Дивизион Тарасова | Дивизион Тарасова |
| ----------------- | ----------------- | ----------------- | ----------------- |
| Вратарь           |                   |                   |                   |
| Голосов           | Страна            | Имя               | Клуб              |
| 3056              | Швеция            | Юнас Энрот        | Динамо Минск      |
| Защитники         |                   |                   |                   |
| Голосов           | Страна            | Имя               | Клуб              |
| 1399              | Россия            | Илья Шинкевич     | Витязь            |
| Нападающие        |                   |                   |                   |
| Голосов           | Страна            | Имя               | Клуб              |
| 2992              | Беларусь          | Вячеслав Грецкий  | Динамо Минск      |

### Голосование СМИ
| Дивизион Харламова | Дивизион Харламова | Дивизион Харламова | Дивизион Харламова |
| ------------------ | ------------------ | ------------------ | ------------------ |
| Вратарь            |                    |                    |                    |
| Страна             | Имя                | Клуб               |                    |
| Чехия              | Якуб Коварж        | Автомобилист       |                    |
| Защитники          |                    |                    |                    |
| Страна             | Имя                | Клуб               |                    |
| Финляндия          | Юрки Йокипакка     | Сибирь             |                    |
| Нападающие         |                    |                    |                    |
| Страна             | Имя                | Клуб               |                    |
| Россия             | Сергей Мозякин     | Металлург          |                    |

| Дивизион Чернышева | Дивизион Чернышева | Дивизион Чернышева | Дивизион Чернышева |
| ------------------ | ------------------ | ------------------ | ------------------ |
| Вратарь            |                    |                    |                    |
| Страна             | Имя                | Клуб               |                    |
| Россия             | Игорь Бобков       | Авангард           |                    |
| Защитники          |                    |                    |                    |
| Страна             | Имя                | Клуб               |                    |
| Казахстан          | Даррен Диц         | Барыс              |                    |
| Нападающие         |                    |                    |                    |
| Страна             | Имя                | Клуб               |                    |
| Россия             | Никита Сошников    | Салават Юлаев      |                    |

| Дивизион Боброва | Дивизион Боброва  | Дивизион Боброва | Дивизион Боброва |
| ---------------- | ----------------- | ---------------- | ---------------- |
| Вратарь          |                   |                  |                  |
| Страна           | Имя               | Клуб             |                  |
| Россия           | Александр Самонов | СКА              |                  |
| Защитники        |                   |                  |                  |
| Страна           | Имя               | Клуб             |                  |
| Финляндия        | Микко Лехтонен    | Йокерит          |                  |
| Нападающие       |                   |                  |                  |
| Страна           | Имя               | Клуб             |                  |
| Чехия            | Дмитрий Яшкин     | Динамо Мск       |                  |

| Дивизион Тарасова | Дивизион Тарасова | Дивизион Тарасова | Дивизион Тарасова |
| ----------------- | ----------------- | ----------------- | ----------------- |
| Вратарь           |                   |                   |                   |
| Страна            | Имя               | Клуб              |                   |
| Россия            | Илья Сорокин      | ЦСКА              |                   |
| Защитники         |                   |                   |                   |
| Страна            | Имя               | Клуб              |                   |
| Канада            | Чарльз Геноуэй    | Торпедо           |                   |
| Нападающие        |                   |                   |                   |
| Страна            | Имя               | Клуб              |                   |
| Россия            | Кирилл Капризов   | ЦСКА              |                   |

## Составы команд

### Восточная конференция
| Дивизион Чернышёва | Дивизион Чернышёва | Дивизион Чернышёва | Дивизион Чернышёва |
| ------------------ | ------------------ | ------------------ | ------------------ |
| Вратари            |                    |                    |                    |
| Номер              | Страна             | Имя                | Клуб               |
| 77                 | Финляндия          | Юха Метсола        | Салават Юлаев      |
| 30                 | Россия             | Игорь Бобков       | Авангард           |
| Защитники          |                    |                    |                    |
| Номер              | Страна             | Имя                | Клуб               |
| 44                 | Казахстан          | Даррен Диц         | Барыс              |
| 27                 | Россия             | Вячеслав Войнов    | Авангард           |
| 5                  | Швеция             | Адам Альмквист     | Адмирал            |
| Нападающие         |                    |                    |                    |
| Номер              | Страна             | Имя                | Клуб               |
| 94                 | Россия             | Кирилл Семёнов     | Авангард           |
| 18                 | Китай              | Брэндон Ип         | Куньлунь Ред Стар  |
| 90                 | Россия             | Никита Сошников    | Салават Юлаев      |
| 20                 | Чехия              | Гинек Зогорна      | Амур               |
| 67                 | Швеция             | Линус Умарк        | Салават Юлаев      |

| Дивизион Харламова | Дивизион Харламова | Дивизион Харламова | Дивизион Харламова |
| ------------------ | ------------------ | ------------------ | ------------------ |
| Вратари            |                    |                    |                    |
| Номер              | Страна             | Имя                | Клуб               |
| 21                 | Чехия              | Якуб Коварж        | Автомобилист       |
| 82                 | Россия             | Тимур Билялов      | Ак Барс            |
| Защитники          |                    |                    |                    |
| Номер              | Страна             | Имя                | Клуб               |
| 55                 | Флаг Беларуси      | Ник Бэйлен         | Трактор            |
| 23                 | Финляндия          | Юрки Йокипакка     | Сибирь             |
| 18                 | Беларусь           | Кристиан Хенкель   | Ак Барс            |
| Нападающие         |                    |                    |                    |
| Номер              | Страна             | Имя                | Клуб               |
| 9                  | Канада             | Найджел Доус       | Автомобилист       |
| 24                 | Россия             | Павел Порядин      | Нефтехимик         |
| 25                 | Россия             | Данис Зарипов      | Ак Барс            |
| 11                 | Флаг Чехии         | Лукаш Седлак       | Трактор            |
| 70                 | Флаг Швеции        | Деннис Расмуссен   | Металлург Мг       |

### Западная конференция
| Дивизион Боброва | Дивизион Боброва | Дивизион Боброва  | Дивизион Боброва |
| ---------------- | ---------------- | ----------------- | ---------------- |
| Вратари          |                  |                   |                  |
| Номер            | Страна           | Имя               | Клуб             |
| 33               | Словакия         | Юлиус Гудачек (C) | Спартак          |
| 60               | Россия           | Иван Бочаров      | Динамо Мск       |
| Защитники        |                  |                   |                  |
| Номер            | Страна           | Имя               | Клуб             |
| 36               | Россия           | Яков Рылов        | Спартак          |
| 17               | Финляндия        | Юусо Хиетанен     | Динамо Мск       |
| 40               | Финляндия        | Микко Лехтонен    | Йокерит          |
| Нападающие       |                  |                   |                  |
| Номер            | Страна           | Имя               | Клуб             |
| 87               | Россия           | Вадим Шипачёв     | Динамо Мск       |
| 10               | Латвия           | Лаурис Дарзиньш   | Динамо Р         |
| 23               | Чехия            | Дмитрий Яшкин     | Динамо Мск       |
| 80               | Россия           | Егор Морозов      | Северсталь       |
| 19               | Россия           | Владимир Ткачёв   | СКА              |

| Дивизион Тарасова | Дивизион Тарасова | Дивизион Тарасова | Дивизион Тарасова |
| ----------------- | ----------------- | ----------------- | ----------------- |
| Вратари           |                   |                   |                   |
| Номер             | Страна            | Имя               | Клуб              |
| 90                | Россия            | Илья Сорокин      | ЦСКА              |
| 31                | Россия            | Андрей Тихомиров  | Торпедо           |
| Защитники         |                   |                   |                   |
| Номер             | Страна            | Имя               | Клуб              |
| 37                | Канада            | Мэт Робинсон      | ЦСКА              |
| 8                 | Россия            | Илья Шинкевич     | Витязь            |
| 5                 | Канада            | Чарльз Геноуэй    | Торпедо           |
| Нападающие        |                   |                   |                   |
| Номер             | Страна            | Имя               | Клуб              |
| 97                | Россия            | Кирилл Капризов   | ЦСКА              |
| 77                | Франция           | Стефан Да Коста   | Локомотив         |
| 99                | Беларусь          | Вячеслав Грецкий  | Динамо Мн         |
| 28                | Россия            | Александр Сёмин   | Витязь            |
| 93                | Россия            | Сергей Шмелёв     | Сочи              |

## Судьи
Главные арбитры: Сергей Беляев и Алексей Белов. Линейные арбитры: Александр Чернышёв и Евгений Стрельцов.

## Капитаны
15 января были выбраны капитаны команд. Ими стали Кирилл Капризов (дивизион Тарасова), Вадим Шипачёв (дивизион Боброва), Даррен Диц (дивизион Чернышёва), Данис Зарипов (дивизион Харламова).

## Мастер-шоу
Мастер-шоу прошло 18 января на ВТБ Арене. В нём 4 дивизиона соревновались в различных дисциплинах.

### Круг на скорость
Участвуют по 2 игрока от каждой команды. На стартовую линию одновременно выходят 2 хоккеиста от разных команд. Победитель каждого забега получает 1 очко. Если победитель побьёт рекорд всех годов, то он получает 1 бонусное очко. Проводится 4 забега.
Победителем стал Егор Анисимов (Дивизион Тарасова) с результатом 12.140 секунд. Рекорд он не побил. Итого 3 очка дивизиону Тарасова и 2 очка дивизиону Харламова.

### Надёжная защита
Участвуют 4 вратаря и все 40 игроков. Каждый вратарь должен отразить как минимум 10 попыток от игроков противоположного дивизиона. Победитель станет вратарь с самой длинной серией отражённых бросков. Победитель получает 1 очков. Также исполнитель самого красивого булита получает 1 очко. Итого Дивизион Боброва получает 1 очко за победу и Дивизион Боброва получает 1 очко за самый эффектный буллит.

#### Дивизион Боброва
Юлиус Гудачек (33) -

#### Дивизион Тарасова
Андрей Тихомиров (31) — спас ворота 4 раза с лучшей серией 2 броска. Итог: 2 броска

#### Дивизион Чернышёва
Юха Метсола (77) — спас ворота 11 раз с лучшей серией 8 бросков. Итог: 8 бросков

#### Дивизион Харламова
Тимур Билялов (82) — спас ворота 15 раз с лучшей серией 9 бросков. Итог: 9 бросков

### Эстафета хоккейного мастерства
Участвуют по 8 игроков от каждой из 4 команд. Конкурс состоит из 4 эстафет по 5 этапов. Проводится в общей сложности 4 эстафеты. Команда с наилучшим временем в каждом раунде получает одно очко. Команда с наилучшем временем из всех эстафет получает 1 бонусное очко. Дивизион Тарасова получает 1 очко, Дивизион Харламова 2 очка.
Дивизион Боброва — 02:21 секунда
Дивизион Тарасова — 02:18 секунд
Дивизион Чернышёва -
Дивизион Харламова — 02:11 секунд.

### Сила броска
Участвуют по 2 игрока от каждой из 4 команд. Шайба находится на уровне 8 метров от ворот. Каждый игрок делает по 2 попытки. Проводится 4 дуэли. Всего в конкурсе разыгрывается 6 очков.

#### Дуэль 1
М. Лехтонен (Дивизион Боброва) — А. Сёмин (Дивизион Тарасова) — 144.67, 146.75 121.95, 156.93

#### Дуэль 2
Д. Диц (Дивизион Чернышева) — К. Хенкель (Дивизион Харламова) — 151.88, 154.45 141.15, 147.03

#### Дуэль 3
Ю. Хиетанен (Дивизион Боброва) — Е. Анисимов (Дивизион Тарасова)

#### Дуэль 4
А. Альмквист (Дивизион Чернышёва) — Ю. Йокипакка (Дивизион Харламова) — 133.91, 130.44 142.41, 157.28

### Точность броска
Участвуют по 2 игрока от каждой из 4 команд. Соревнование проводится на время. Хоккеист располагается на расстоянии 7 метров от ворот и наносит броски по 4 мишеням. Проводится 4 микроматча. Победитель каждого микроматча получает 1 очко.

#### Дуэль 1
Л. Дарзиньш (Дивизион Боброва) — А. Сёмин (Дивизион Тарасова) — 9.846 15.203

#### Дуэль 2
Л. Умарк (Дивизион Чернышёва) — Д. Зарипов (Дивизион Харламова)

#### Дуэль 3
В. Шипачёв (Дивизион Боброва) — К. Капризов (Дивизион Тарасова) — 8.422 20.016

#### Дуэль 4
В. Войнов (Дивизион Чернышёва) — Н. Доус (Дивизион Харламова)

### Хоккейный биатлон
На старт выходят по 5 игроков от двух команд. От двух команд стартует по 1 игроку, каждый по своей трассе. Трасса состоит из 5 участников. Проводится 2 раунда (в общей сложности 2 старта). Команда с наилучшим временем в каждом раунде получает 1 очко. Команда с наилучшим временем из всех эстафет получает 1 бонусное очко.

### Итоговая таблица
|                    | КС | НЗ | ЭМ | СБ | ТБ | ХБ | И |
| Дивизион Тарасова  | 3  | 0  | 1  | 1  | 0  | 1  | 5 |
| Дивизион Чернышёва | 0  | 0  | 0  | 1  | 1  | 0  | 2 |
| Дивизион Харламова | 2  | 1  | 2  | 2  | 2  | 2  | 9 |
| Дивизион Боброва   | 0  | 1  | 0  | 1  | 2  | 0  | 4 |

КС — круг на скорость, НЗ — надёжная защита, ЭМ — эстафета мастерства, СБ — сила броска, ТБ — точность броска, ХБ — хоккейный биатлон, И — итог

## Матчи
|  | Полуфиналы | Полуфиналы         | Полуфиналы         | Полуфиналы         | Полуфиналы         | Полуфиналы         | Полуфиналы         | Полуфиналы         | Полуфиналы         | Полуфиналы |     |                  | Финал             | Финал              | Финал              | Финал              | Финал              | Финал              | Финал              | Финал              | Финал              | Финал |
|  |            |                    |                    |                    |                    |                    |                    |                    |                    |            |     |                  |                   |                    |                    |                    |                    |                    |                    |                    |                    |       |
|  | ДЧ         | Дивизион Боброва   | Дивизион Боброва   | Дивизион Боброва   | Дивизион Боброва   | Дивизион Боброва   | Дивизион Боброва   | Дивизион Боброва   | Дивизион Боброва   | 7          |     |                  |                   |                    |                    |                    |                    |                    |                    |                    |                    |       |
|  | ДЧ         | Дивизион Боброва   | Дивизион Боброва   | Дивизион Боброва   | Дивизион Боброва   | Дивизион Боброва   | Дивизион Боброва   | Дивизион Боброва   | Дивизион Боброва   | 7          |     |                  |                   |                    |                    |                    |                    |                    |                    |                    |                    |       |
|  | ДХ         | Дивизион Чернышёва | Дивизион Чернышёва | Дивизион Чернышёва | Дивизион Чернышёва | Дивизион Чернышёва | Дивизион Чернышёва | Дивизион Чернышёва | Дивизион Чернышёва | 4          |     |                  |                   |                    |                    |                    |                    |                    |                    |                    |                    |       |
|  |            |                    |                    |                    |                    |                    |                    |                    |                    |            | WG1 | Дивизион Боброва | Дивизион Боброва  | Дивизион Боброва   | Дивизион Боброва   | Дивизион Боброва   | Дивизион Боброва   | Дивизион Боброва   | Дивизион Боброва   | 7                  |                    |       |
|  |            |                    |                    |                    |                    |                    |                    |                    |                    |            | WG1 | Дивизион Боброва | Дивизион Боброва  | Дивизион Боброва   | Дивизион Боброва   | Дивизион Боброва   | Дивизион Боброва   | Дивизион Боброва   | Дивизион Боброва   | 7                  |                    |       |
|  |            |                    |                    |                    |                    |                    |                    |                    |                    |            |     |                  | WG2               | Дивизион Тарасова  | Дивизион Тарасова  | Дивизион Тарасова  | Дивизион Тарасова  | Дивизион Тарасова  | Дивизион Тарасова  | Дивизион Тарасова  | Дивизион Тарасова  | 6     |
|  | ДТ         | Дивизион Харламова | Дивизион Харламова | Дивизион Харламова | Дивизион Харламова | Дивизион Харламова | Дивизион Харламова | Дивизион Харламова | Дивизион Харламова | 6          |     |                  | WG2               | Дивизион Тарасова  | Дивизион Тарасова  | Дивизион Тарасова  | Дивизион Тарасова  | Дивизион Тарасова  | Дивизион Тарасова  | Дивизион Тарасова  | Дивизион Тарасова  | 6     |
|  | ДТ         | Дивизион Харламова | Дивизион Харламова | Дивизион Харламова | Дивизион Харламова | Дивизион Харламова | Дивизион Харламова | Дивизион Харламова | Дивизион Харламова | 6          |     |                  |                   |                    |                    |                    |                    |                    |                    |                    |                    |       |
|  | ДБ         | Дивизион Тарасова  | Дивизион Тарасова  | Дивизион Тарасова  | Дивизион Тарасова  | Дивизион Тарасова  | Дивизион Тарасова  | Дивизион Тарасова  | Дивизион Тарасова  | 8          |     |                  |                   |                    |                    |                    |                    |                    |                    |                    |                    |       |
|  | ДБ         | Дивизион Тарасова  | Дивизион Тарасова  | Дивизион Тарасова  | Дивизион Тарасова  | Дивизион Тарасова  | Дивизион Тарасова  | Дивизион Тарасова  | Дивизион Тарасова  | 8          |     |                  |                   |                    |                    |                    |                    |                    |                    |                    |                    |       |
|  |            |                    |                    |                    |                    |                    |                    |                    |                    |            |     |                  | Матч за 3-е место |                    |                    |                    |                    |                    |                    |                    |                    |       |
|  |            |                    |                    |                    |                    |                    |                    |                    |                    |            |     |                  |                   |                    |                    |                    |                    |                    |                    |                    |                    |       |
|  |            |                    |                    |                    |                    |                    |                    |                    |                    |            |     |                  |                   |                    |                    |                    |                    |                    |                    |                    |                    |       |
|  |            |                    |                    |                    |                    |                    |                    |                    |                    |            |     |                  |                   |                    |                    |                    |                    |                    |                    |                    |                    |       |
|  |            |                    |                    |                    |                    |                    |                    |                    |                    |            |     |                  | LG1               | Дивизион Чернышёва | Дивизион Чернышёва | Дивизион Чернышёва | Дивизион Чернышёва | Дивизион Чернышёва | Дивизион Чернышёва | Дивизион Чернышёва | Дивизион Чернышёва | 9     |
|  |            |                    |                    |                    |                    |                    |                    |                    |                    |            |     |                  | LG1               | Дивизион Чернышёва | Дивизион Чернышёва | Дивизион Чернышёва | Дивизион Чернышёва | Дивизион Чернышёва | Дивизион Чернышёва | Дивизион Чернышёва | Дивизион Чернышёва | 9     |
|  |            |                    |                    |                    |                    |                    |                    |                    |                    |            |     |                  | LG2               | Дивизион Харламова | Дивизион Харламова | Дивизион Харламова | Дивизион Харламова | Дивизион Харламова | Дивизион Харламова | Дивизион Харламова | Дивизион Харламова | 8     |
|  |            |                    |                    |                    |                    |                    |                    |                    |                    |            |     |                  | LG2               | Дивизион Харламова | Дивизион Харламова | Дивизион Харламова | Дивизион Харламова | Дивизион Харламова | Дивизион Харламова | Дивизион Харламова | Дивизион Харламова | 8     |

### Полуфинал
Время местное (UTC+3)
| 19 января 2020 16:00 | Дивизион Боброва | 7:4 | Дивизион Чернышёва | ВТБ Арена-Парк |

| Отчёт | Отчёт | Отчёт | Отчёт | Отчёт |
| ----- | ----- | ----- | ----- | ----- |
|       |       |       |       |       |
|       |       |       |       |       |
|       |       |       |       |       |
|       |       |       |       |       |
|       |       |       |       |       |
|       |       |       |       |       |
|       |       |       |       |       |
|       |       |       |       |       |
|       |       |       |       |       |

История встреч 1:1 с общей суммой голов 9:6 в пользу Дивизиона Тарасова (6:2, 3:4)
| 19 января 2020 16:45 | Дивизион Харламова | 6:8 | Дивизион Тарасова | ВТБ Арена-Парк |

| Отчёт | Отчёт | Отчёт | Отчёт | Отчёт |
| ----- | ----- | ----- | ----- | ----- |
|       |       |       |       |       |
|       |       |       |       |       |
|       |       |       |       |       |
|       |       |       |       |       |
|       |       |       |       |       |
|       |       |       |       |       |
|       |       |       |       |       |
|       |       |       |       |       |
|       |       |       |       |       |

### Матч за 3-е место
| 19 января 2020 17:30 | Дивизион Чернышёва | 9:8 Б | Дивизион Харламова | ВТБ Арена-Парк |

| Отчёт | Отчёт | Отчёт | Отчёт | Отчёт |
| ----- | ----- | ----- | ----- | ----- |
|       |       |       |       |       |
|       |       |       |       |       |
|       |       |       |       |       |
|       |       |       |       |       |
|       |       |       |       |       |
|       |       |       |       |       |
|       |       |       |       |       |
|       |       |       |       |       |
|       |       |       |       |       |

### Финал
| 19 января 2020 18:15 | Дивизион Боброва | 7:6 Б | Дивизион Тарасова | ВТБ Арена-Парк |

| Отчёт | Отчёт | Отчёт | Отчёт | Отчёт |
| ----- | ----- | ----- | ----- | ----- |
|       |       |       |       |       |
|       |       |       |       |       |
|       |       |       |       |       |
|       |       |       |       |       |
|       |       |       |       |       |
|       |       |       |       |       |
|       |       |       |       |       |
|       |       |       |       |       |
|       |       |       |       |       |

## Итоговое положение команд
| 1 | Дивизион Боброва   |
| 2 | Дивизион Тарасова  |
| 3 | Дивизион Чернышёва |
| 4 | Дивизион Харламова |